# Spilosoma nehallenia
Spilosoma nehallenia är en fjärilsart som beskrevs av Charles Oberthür 1911. Spilosoma nehallenia ingår i släktet Spilosoma och familjen björnspinnare. Inga underarter finns listade i Catalogue of Life.